# Luis González-Torres de Navarra y Castro
Luis González-Torres de Navarra y Castro (fallecido en Granada, el 20 de julio de 1832) fue un militar y aristócrata español, VI marqués de Campoverde. Hijo de Luis González Torres de Navarra y Mora, V marqués de Campoverde, IV conde de Santa Gadea. Se casó con María Fausta Álvarez de las Asturias Bohórquez y Pérez de Barradas. Pertenecía a la francmasonería.
Cuando estalló la Guerra de la Independencia era teniente general del Ejército español, derrotando al general François Xavier de Schwarz en la batalla de Manresa. En 1811 fue nombrado Capitán general de Cataluña, instalando su mando en Tarragona, donde fue asediado por las tropas francesas del general Louis Gabriel Suchet. Abandonó la ciudad con su regimiento en busca de refuerzos, pero a pesar de derrotar a la avanzadilla que quería ocupar Valls, no volvió y la ciudad fue tomada por los franceses. Fue destituido poco después. En 1814 fue encarcelado por el rey Fernando VII, y no fue liberado hasta el triunfo del pronunciamiento de Rafael del Riego en 1820. Fue capitán general de Granada hasta 1823 y con la caída del Trienio Liberal fue destituido. Murió en Granada en 1832, donde tiene dedicada una calle.